# كمال الدين بن أبي شريف
كمال الدين بن أبي شريف (822 ـ 906 هـ = 1419 ـ 1501 م)  فقيه من فقهاء الشافعية، عالم بالأصول، مفسر، متكلم، ولد في القدس، وقرأ على بعض علمائها القرآن بالروايات والعربية والأصول والمنطق والعروض والحديث والفقه، ورحل إلى القاهرة وأخذ عن علمائها كابن حجر والشمس القاياتي والعز البغدادي والكمال بن الهمام وغيرهم. وسمع بالمدينة على المحب الطبري وغيره، وبمكة على أبي الفتح المراغي وغيره. واستوطن القاهرة وانتفع به أهلها، ثم عاد إلى بيت المقدس وتولى عدة مدارس وتوفي بها يوم الخميس 25 جمادى الأولى، وقيل توفي بمصر.

## مؤلفاته
له عدد غير يسير من المؤلفات في شتى العلوم والفنون؛ منها تفاسير مختصرة في بعض الآيات والسور القرآنية، وبعض الحواشي الفقهية وعدد من الرسائل، أشهرها: «الإسعاد بشرح الإرشاد» وهو شرح لكتاب الإرشاد في فروع الشافعية لشرف الدين الشافعي (ت 836 هـ)، و«التاج والإكليل على أنوار التنزيل» وهو حاشية على تفسير البيضاوي (ت 685 هـ)، و«حاشية على نزهة النظر شرح نخبة الفكر» لابن حجر العسقلاني، و«الدرر اللوامع بتحرير شرح جمع الجوامع»، و«الدرر المشرقات في نظم الورقات» لإمام الحرمين الجويني (ت 478 هـ) و«شرح على كتاب الشفا» للقاضي عياض (ت 544 هـ) لم يكتمل. و«الفرائد في حل شرح العقائد» وهو شرح على العقائد النسفية للإمام نجم الدين النسفي (ت 739 هـ)، ثم كتابه الموسوم «المسامرة بشرح المسايرة» وهو شرح ممزوج لكتاب المسايرة في العقائد المنجية في الآخرة في علم الكلام لشيخه العلامة الكمال بن الهمام؛ ولذلك اشتهر بذي الكمالين.

## أقوال العلماء عنه
- ابن العماد في شذرات الذهب: «كمال الدين أبو المعالي محمد بن الأمير ناصر الدين محمد بن أبي بكر بن علي بن أبي شريف المقدسي الشافعي المري سبط الشهاب العميري المالكي، الشهير بابن عوجان. الشيخ الإمام، شيخ الإسلام، ملك العلماء الأعلام. ولد ليلة السبت خامس ذي الحجة سنة اثنتين وعشرين وثمانمائة بالقدس الشريف، ونشأ بها وحفظ القرآن العظيم، والشاطبية والمنهاج الفقهي وعرضهما على ابن حجر العسقلاني، والمحب بن نصر الله الحنبلي، والسعد الديري، والعز المقدسي في سنة تسع وثلاثين وثمانمائة، ثم حفظ ألفية ابن مالك وألفية الحديث وقرأ القرآن بالروايات على أبي القسم النويري. وسمع عليه وقرأ عليه في العربية، والأصول، والمنطق، والعروض، واصطلاح أهل الحديث، وأذن له بالتدريس فيها، وتفقه على العلامة زين الدين ماهر، والعماد بن شرف، وحضر عند الشهاب بن أرسلان، والعز القدسي. ورحل إلى القاهرة سنة أربع وأربعين وأخذ عن علمائها، منهم ابن حجر وكتب له إجازة وصفه فيها بالفاضل البارع الأوحد، والشمس القاياني، والعز البغدادي، وغيرهم، وسمع الحديث على ابن حجر، والزين الزركشي الحنبلي، والعز بن الفرات الحنفي، وغيرهم. وحج فسمع بالمدينة المنورة على المحب الطبري وغيره، وبمكة على أبي الفتح المراغي وغيره، ودرس وأفتى، وأشير إليه. ثم توجه في سنة إحدى وثمانين إلى القاهرة واستوطنها، وانتفع به أهلها، وارتفعت كلمته، وعظمت هيبته، ثم عاد إلى بيت المقدس وتولى بها عدة مدارس، وقد استوفى ترجمته تلميذه صاحب "الأنس الجليل" فيه.[4]»
- النجم الغزي في الكواكب السائرة: «محمد بن عوجان: محمد بن محمد بن أبي بكر بن علي، الشيخ الإمام، شيخ الإسلام ملك العلماء الأعلام، كمال الدين أبو المعالي ابن الأمير ناصر الدين بن أبي شريف المقدسي، المصري، الشافعي، سبط قاضي القضاة، شهاب الدين أحمد العمري ، المالكي الشهير بابن عوجان. ولد ليلة السبت خامس في الحجة سنة اثنتين وعشرين وثمانمائة بالقدس الشريف، ونشأ في عفة، وصيانة، وديانة، ورزانة، وحفظ القرآن العظيم، والشاطبية، والمنهاج للنووي، وعرضهما على شيخ الإسلام شهاب الدين أحمد بن حجر العسقلاني، وقاضي القضاة محب الدين بن نصر الله الحنبلي، وشيخ الإسلام سعد الدين الديري، وشيخ الإسلام عز الدين المقدسي في سنة تسع وثلاثين وثمانمائة، ثم حفظ ألفية ابن مالك، وألفية الحديث، وقرأ القرآن بالروايات على الشيخ أبي القاسم النويري، وسمع عليه، وقرأ في العربية والأصول والمنطق والعروض واصطلاح أهل الحديث، وأذن له بالتدريس فيها في سنة أربع وأربعين وثمانمائة، وتفقه على الشيخ العلامة زين الدين ماهر، والشيخ عماد الدين بن شرف، وحضر عند الشيخ شهاب الدين بن أرسلان، والشيخ عز الدين القدسي، ورحل إلى القاهرة سنة أربع وأربعين، وأخذ من علمائها منهم ابن حجر، وكتب له إجازة وصفه فيها بالفاضل البارع الأوحد، وقاضي القضاة الشمس القاياتي، والعز البغدادي وغيرهم، وسمع الحديث على ابن حجر، والشيخ زين الدين الزركشي الحنبلي، والعز بن الفرات الحنفي وغيرهم، وتردد إلى القاهرة مرات، وحج بها صحبة القاضي عبد الباسط رئيس المملكة سنة ثلاث وخمسين، وسمع الحديث بالمدينة المنورة على المحب الطبري وغيره، وبمكة على أبي الفتح المراغي وغيره، ودرس وأفتى وأشير إليه في حاية شيخه ماهر، وكان يرشد الطلبة للقراءة عليه حتى ترك هو الإقراء، وفي سنة إحدى وثمانين توجه إلى القاهرة واستوطنها، وتردد الطلبة والفضلاء، وانتفعوا به، وعظمت هيبته، وارتفعت كلمته، ثم عاد إلى بيت المقدس بعد أن ولاه السلطان قايتباي الأشرف مدرسته المحدثة بها في سنة تسعين وثمانمائة، وفي شهر شوال سنة تسعمائة ورد إليه مرسوم شريف أن يكون متكلماً على الخانقاه الصلاحية بالقدس الشريف، وكان قد تولى مشيختها قبل ذلك مدة، ثم أضيف إليه التكلم على المدرسة الجوهرية وغيرها لما هو معلوم من ديانته وورعه، وقد استوفى ترجمته وأحواله تلميذه صاحب الأنس الجليل فيه.[5]»